# As-Sàlih Ismaïl (zengita)
Nur-ad-Din al-Màlik as-Sàlih Ismaïl ibn Nur-ad-Din Mahmud (àrab: نور الدين الملك الصالح إسماعيل بن نور الدين محمود, Nūr ad-Dīn al-Malik al-Ṣālih Ismāʿīl ibn Nūr al-Dīn Maḥmūd), més conegut senzillament com a as-Sàlih Ismaïl (1162-1181) fou emir zengita d'Alep i Damasc. A la primera ciutat va governar del 1174 al 1181 i a la segona només breument el 1174. La llegenda diu que la seva mare era germana de Bertran de Tolosa, comte de Trípoli, que hauria estat capturada per Nur-ad-Din, pare d'Ismaïl, però la cronologia ho fa impossible, ja que, havent mort Ramon de Sant Geli, el pare de Bertran, en 1108, la seva germana hauria de tenir almenys 56 anys el 1162; alternativament, es creu que podria ser bé una neta o bé, com a mínim, una altra princesa dels croats.
El 23 de març de 1169 va morir Xirkuh, el visir zengita a Egipte, i el califa fatimita del Caire va nomenar llavors al seu nebot, Saladí, com a visir. Saladí va començar a mostrar desitjos d'independència envers Nur-ad-Din Mahmud i aquest va enviar una expedició per sotmetre'l però abans d'aconseguir res va morir a Damasc el 15 de maig de 1174. Poc després va morir també el rei Amalric I de Jerusalem, deixant el tron al seu fill, menor d'edat i afectat per lepra. A Damasc l'amir Ibn al-Muqàddam va conservar el fill de Nur-ad-Din, as-Sàlih Ismaïl, sota custòdia, mentre un altre amir, Ibn ad-Daya, prengué el control d'Alep en absència del governador Gümüshtekin. Aquest es va dirigir a Damasc, es va apoderar del jove príncep i el va portar a Alep on va entrar i va eliminar a Ibn al-Daya. Llavors Ibn al-Muqàddam i els notables de Damasc van cridar al tron a Saif-ad-Din Ghazi II de Mossul però aquest no hi va poder anar perquè primer havia de consolidar la seva posició a Mossul; llavors els notables van cridar Saladí i li van entregar la ciutat el 27 de novembre de 1174. Saladí es va declarar protector d'as-Sàlih Ismaïl, es va apoderar de Homs el 10 de desembre de 1174 i de Hama el 28 de desembre de 1174 i va marxar sobre Alep i es va erigir en el protector del jove príncep.
Però quan Saif-ad-Din Ghazi II va tenir assegurat el control de Mossul, va decidir atacar Saladí per expulsar-lo de Síria, i va enviar un exèrcit manat pel seu germà Massud al que es van unir les tropes alepines d'as-Sàlih Ismaïl; Massud no obstant fou derrotat en la batalla de Qurun Hama (23 d'abril de 1175). Saladí va assetjar Alep i as-Sàlih va haver de reconèixer la seva sobirania. El 1176 un segon intent de Saif-ad-Din Ghazi II contra Saladí, també amb suport d'as-Sàlih Ismaïl, va tornar a fracassar en la batalla de Tell as-Sultan (22 d'abril de 1176). Saladí va tornar a assetjar Alep però la ciutat va resistir i va cridar en ajut als francs, i finalment Saladí va aixecar el setge.
As-Sàlih Ismaïl va morir el novembre o desembre de 1181 sense deixar fills (no tenia germans) i el va succeir el seu cosí germà Imad-ad-Din Zengi II de Sinjar.